# Julio Núñez
Julio Núñez (Torrelavega, Cantabria, 30 de junio de 1930 - Madrid, 17 de enero de 2008) fue un actor español de teatro, televisión, cine y de doblaje. 

## Trayectoria
Comenzó con el Grupo de Teatro Universitario de Santander y actuando en diversas obras en la radio. Con la Compañía Lope de Vega, a cuyas representaciones asistía como espectador en la Plaza Porticada, soñando con poder representar esos personajes, buscó una oportunidad y se presentó ante José Tamayo y le dijo que quería ser comediante. Tamayo le dijo que aprendiera unos versos y volviera al día siguiente. Aquel siguiente día, al terminar la representación, Julio Núñez le recitó unos versos de Otelo. La reacción de José Tamayo fue decirle si estaba dispuesto a debutar ya, y Núñez le contestó que sí. Así fue como le dio el papel de galán en la obra El anticuario, con la que abandona su tierra natal y por primera vez recorre toda España y actúa en diversos Festivales.
Debutó como actor cinematográfico en la década de 1950, prácticamente al mismo tiempo que como actor de doblaje, trabajo en el que prestó su voz a Peter O'Toole, Jack Palance y Omar Sharif, y en televisión en la serie Dinastía, donde dobló el personaje de Blake Carrington (John Forsythe), sustituyendo a Francisco Sánchez, y también fue el sustituto de José Martínez Blanco como voz de Gavin MacLeod en la serie Vacaciones en el mar. Otro doblaje que le hizo muy popular fue el de Claude Akins en su papel de Sheriff Lobo. Llegó al mundo del doblaje de la mano de Vicente Bañó.
Aparte de los actores mencionados, dobló a Anthony Quinn, Tony Amendola, Philip Baker Hall, Vittorio Gassman, Ernest Borgnine, Peter Falk, Alfred Hitchcock, Hal Holbrook, Christopher Lee, George C. Scott, Max von Sydow, George Wallace... Dobló en más de 2000 títulos.
En teatro intervino en el montaje de El embrujado y Ligazón (1969), de Valle-Inclán y estrenó, entre otras, sendas obras de Antonio Buero Vallejo: La doble historia del doctor Valmy (1976) y Música cercana (1989), así como El amor es un potro desbocado (1959), de Luis Escobar.
Aunque intervino en una docena de películas, su rostro no se hizo popular hasta que se hizo habitual en programas dramáticos de RTVE desde mediados de los 60, apareciendo en numerosos Estudio 1 y series como Sospecha, Fortunata y Jacinta y Juncal. Núñez simultaneó ambas ocupaciones hasta la década de los 80, cuando decidió centrarse en el doblaje.
Su última aparición cinematográfica fue en A los que aman (1998), de Isabel Coixet.
Viajó a México en el 2001 para intervenir en diplomados artísticos internacionales y dejó enseñanzas a grandes actores de teatro en México, como Odoli Panamá, Darío Vilchis, Fernando Zarama, Aldo Ceballos, Martha Luna, Verónica Einston, Martín Flores y Efraín Gonzales. 
Murió de un fallo cardíaco en Madrid, el 17 de enero del 2008.

## Reconocimientos
- Premio 2008 de la Unión de Actores por su trayectoria como actor de doblaje.

## Filmografía
- Un traje blanco, (1956)
- Héroes del aire, (1958)
- ¡Viva lo imposible, (1958)
- Caravana de esclavos, (1958)
- Canto para ti, (1959)
- El emigrante, (1959)
- La rana verde, (1960) [nota 1]
- Un paso al frente, (1960)
- Festival, (1961)
- Prohibido enamorarse, (1961)
- Pachín almirante, (1961)
- Horizontes de luz, (1962)
- Las secretas intenciones, (1970)

### Doblaje
- La vida alrededor, (1959)
- Bajo el cielo andaluz, (1960)
- El príncipe encadenado, (1960)
- El balcón de la luna, (1962)
- Los inocentes, (1963)
- La chica del trébol, (1963)
- El sabor de la venganza, (1963)
- Antes llega la muerte, (1964)
- Fuerte perdido, (1964)
- Con el viento solano, (1966)
- Los siete de Pancho Villa, (1967)
- Volver a vivir, (1968)
- Comando al infierno, (1969)
- Esa mujer, (1969)
- Amor a todo gas, (1969)
- Mi marido y sus complejos, (1969)
- Tarzán en la gruta del oro, (1969)
- Las joyas del diablo, (1969)
- Robin Hood, el arquero invencible, (1970)
- Los buitres cavarán tu fosa, (1971)
- La casa sin fronteras, (1972)
- Mil millones para una rubia, (1972)
- Disco rojo, (1973)
- Dick Turpin, (1974)
- El kárate, el colt y el impostor, (1974)
- El clan de los inmorales, (1975)
- Si quieres vivir, dispara, (1975)
- Curro Jiménez
  - El destino de Antonio Navajo (3 de abril de 1977)
- Acto de posesión, (1977)
- Niñas... al salón, (1977)
- Cañas y barro [nota 2]
- Oro rojo, (1978)
- Siete chicas peligrosas, (1979)
- Visanteta, estate quieta, (1979)
- En mil pedazos, (1980)
- Sexo caníbal, (1980)
- Buitres sobre la ciudad, (1981)
- Los diablos del mar, (1982)
- Buenas noches, señor monstruo, (1982)
- USA, violación y venganza, (1983)
- La conquista de Albania, (1983)
- Tuareg, (1984)
- Piernas cruzadas, (1984)
- La noche de la ira, (1986)
- Pepe Carvalho
  - Pigmalión (28 de abril de 1986)
- Lorca, muerte de un poeta
  - La muerte (1 de enero de 1988)
- Los gusanos no llevan bufanda, (1992)
- Después del sueño, (1992)
- La lengua asesina, (1996)

## Actuaciones en televisión
- Gran teatro
  - El hijo pródigo (24 de marzo de 1964)
- Los encuentros
  - El caballero, el avaro y el diablo (3 de septiembre de 1966)
- Historias de hoy
  - El encuentro (14 de marzo de 1967)
- Escuela de matrimonios
  - Espíritu de sacrificio (14 de abril de 1967)
- La familia Colón
  - San Antonio de la Florida (5 de mayo de 1967)
- Las doce caras de Juan
  - Piscis (14 de octubre de 1967)
  - Tauro (11 de noviembre de 1967)
- Historias para no dormir
  - La casa (9 de febrero de 1968)
- Conozca usted España
  - La bahía de Santander (14 de junio de 1968) [nota 3]
- El premio
  - Unos instantes (11 de noviembre de 1968)
- Pequeño estudio
  - Un nuevo rey Midas (22 de noviembre de 1968)
- Teatro de siempre
  - Judith (18 de enero de 1970)
- Personajes a trasluz
  - Segismundo (11 de agosto de 1970)
- Hora Once
  - Las sorpresas del teatro (6 de julio de 1969)
  - El beso (22 de agosto de 1970)
- Sospecha
  - La trampa (9 de noviembre de 1970)
  - Entre extrañas circunstancias (28 de septiembre de 1971)